# Голендри-Грабовські
Голендри-Грабовські (пол. Holendry Grabowskie) — село в Польщі, у гміні Мнішкув Опочинського повіту Лодзинського воєводства.
У 1975-1998 роках село належало до Пйотрковського воєводства.